# Omar Pinzón
Omar Andrés Pinzón García, född 17 juni 1989, är en colombiansk simmare.
Pinzón tävlade för Colombia vid olympiska sommarspelen 2004 i Aten, där han blev utslagen i försöksheatet på 200 meter ryggsim. Vid olympiska sommarspelen 2008 i Peking tävlade Pinzón i fem grenar och blev utslagen i försöksheatet i samtliga grenar (100 meter ryggsim, 200 meter ryggsim, 200 meter fjärilsim, 200 meter medley och 400 meter medley).
Vid olympiska sommarspelen 2012 i London tävlade Pinzón i tre grenar. Han tog sig till semifinal på 200 meter ryggsim och blev utslagen i försöksheatet på 100 meter ryggsim samt 200 meter fjärilsim. Vid olympiska sommarspelen 2016 i Rio de Janeiro blev Pinzón utslagen i försöksheatet på 200 meter ryggsim.